# Podorojnea, Hmilnîk
Podorojnea (în ucraineană Подорожня) este un sat în comuna Petrîkivți din raionul Hmilnîk, regiunea Vinnița, Ucraina.

## Demografie
Componența lingvistică a localității Podorojnea
     Ucraineană (99,37%)
     Alte limbi (0,62%)
Conform recensământului din 2001, majoritatea populației localității Podorojnea era vorbitoare de ucraineană (99,37%), existând în minoritate și vorbitori de alte limbi.